# Frederick Wiseman
Frederick Wiseman, född 1 januari 1930 i Boston i Massachusetts, är en amerikansk dokumentärfilmare och teaterregissör. Han är berömd för sina fluga-på-väggen-dokumentärer, utan berättarröst eller intervjuer, som skildrar vardagen och människorna inom institutioner, som fängelser, skolor, sjukhus, socialbyråer och annat. Wiseman försöker i filmerna visa hur byråkrati och ineffektivitet hotar både institutionernas verksamhet och de anställdas mänsklighet. De tidiga filmerna innehåller tydliga krav på förändring, men med åren har polemiken nedtonats och fokus hamnat på att hitta mönster och symboler i samhällsbygget.

## Filmografi i urval
- The Cool World (1963) (enbart producent)
- Titicut Follies (1967)
- High School (1968)
- Lag och ordning (Law and Order) (1969)
- Mottagningen (Hospital) (1970)
- Avdelning framåt - marsch! (Basic Training) (1971)
- I Miss Sonia Henie (1971)
- Essene (1972)
- Domstol (Juvenile Court) (1973)
- Primater (Primate) (1974)
- Socialhjälp (Welfare) (1975)
- Meat (1976)
- Canal Zone (1977)
- Sinai Field Mission (1978)
- Manoeuvre (1979)
- Model (1980)
- Seraphita's Diary (1980)
- The Store (1983)
- Racetrack (1985)
- Adjustment and Work (1986)
- Deaf (1986)
- Multi-Handicapped (1986)
- Blind (1987)
- Missile (1987)
- Central Park (1989)
- Near Death (1989)
- Aspen (1991)
- Zoo (1993)
- High School II (1994)
- Ballet (1995)
- La Comédie-Française ou L'amour joué (1996)
- Public Housing (1997)
- Belfast, Maine (1999)
- Domestic Violence (2001)
- La Dernière lettre (2002)
- Domestic Violence 2 (2002)
- The Garden (2005)
- State Legislature (2006)
- La Danse (2009)
- Boxing Gym (2010)
- Crazy Horse (2011)
- Ex Libris - The New York Public Library (2017)[9]
- Monrovia, Indiana (2018)